# Alfhild
Alfhild ist ein weiblicher Vorname.

## Herkunft und Bedeutung
Er wird vor allem im Norwegischen und Schwedischen verwendet. Er stammt vom altnordischen Namen Alfhildr, der aus den Elementen alfr (Elfe) und hildr (Kampf) besteht.
Weitere norwegische Namensvarianten sind Alvilde und Vilde (Verkleinerungsform). 

## Bekannte Namensträgerinnen
- Awilda (latinisierte Form), legendäre Prinzessin
- Alfhild Agrell (1849–1923), schwedische Schriftstellerin